# Ilonafalu
Ilonafalu (más néven Ilonatelep vagy Ilonakertváros, szerbül Војвода Зимоњић / Vojvoda Zimonjić) település a Vajdaságban, Észak-Bácskában, a magyar határ közelében. Közigazgatásilag Magyarkanizsa községhez tartozik.

## Népesség

### Demográfiai változások
| 1948 | 1953 | 1961 | 1971 | 1981 | 1991 | 2002 |
| ---- | ---- | ---- | ---- | ---- | ---- | ---- |
| 472  | 448  | 587  | 529  | 383  | 282  | 340  |

## Külső hivatkozások
- Ilonafalu története Archiválva 2011. április 1-i dátummal a Wayback Machine-ben